# Vestre Svarthornbreen
Der Vestre Svarthornbreen (norwegisch für Westlicher Schwarzhorngletscher) ist ein 30 km langer Gletscher im ostantarktischen Königin-Maud-Land. Im Wohlthatmassiv liegt er zwischen der Westlichen und der Mittleren Petermannkette.
Wissenschaftler des Norwegischen Polarinstituts benannten ihn 1968 in Anlehnung an die Benennung der benachbarten Schwarzen Hörner (norwegisch Svarthorna).